# Giò sống

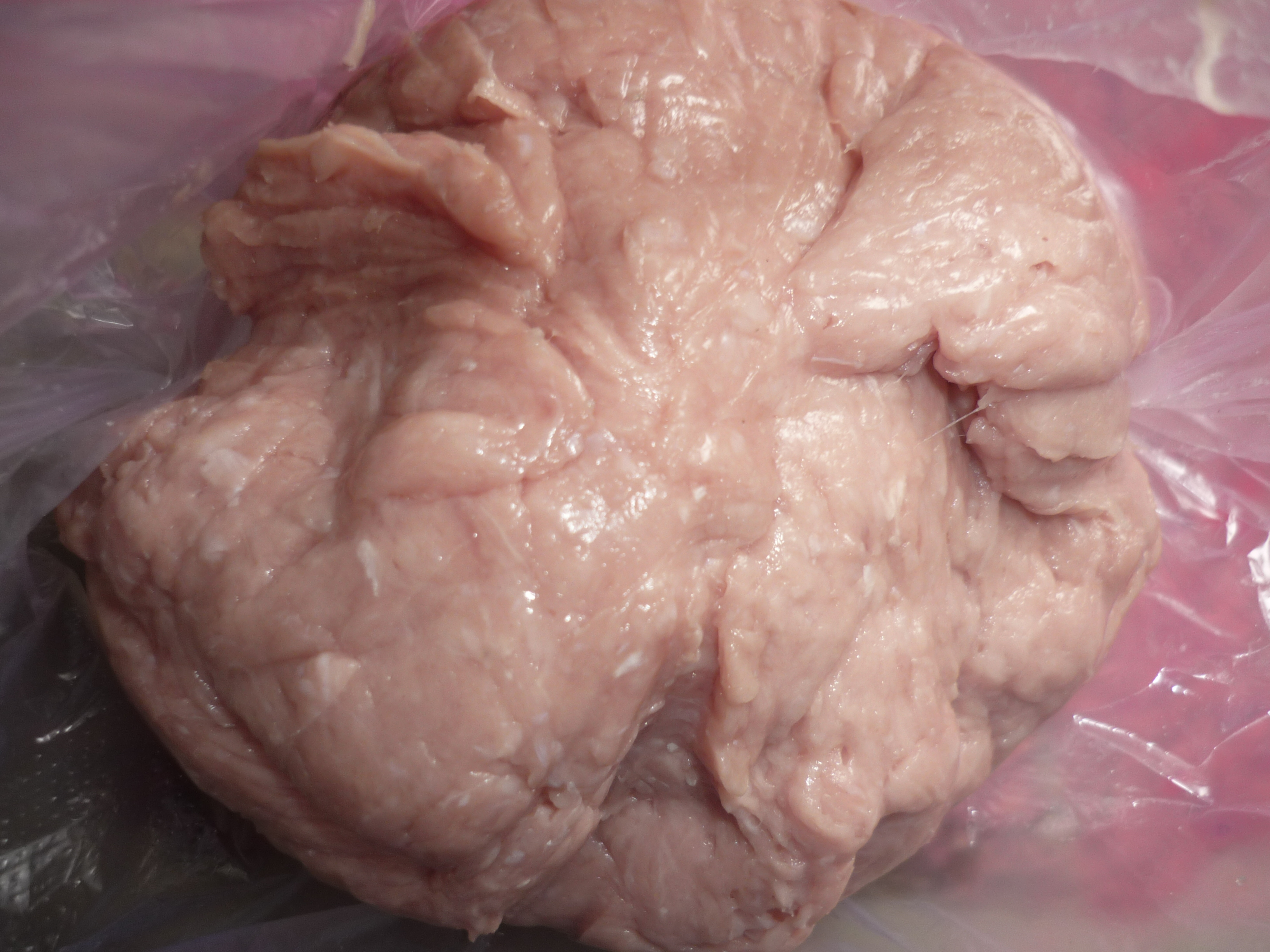
Một cục giò sống

Giò sống là một nguyên liệu đặc trưng của ẩm thực Việt Nam. Về cơ bản nó loại thịt lợn giã nhuyễn nhưng không đem hấp hay luộc mà để nặn viên gia vào các món canh, bún cũng như để chế biến sáng tạo nhiều món ăn khác. Giò sống còn được gọi là mọc khi vo viên để nấu món bún mọc. Giò sống được xem là đạt khi nó có màu hồng nhạt và quyện thành một khối dẻo, dai, mịn màng dễ tạo hình. Tại Việt Nam giò sống được bán dưới dạng làm sẵn tại các chợ, siêu thị. Tuy nhiên người nội trợ vẫn có thể tự làm tại nhà nếu muốn.

## Chế biến
Không có phương pháp chế biến chung cố định cho món giò sống vì nó thay đổi tùy theo khu vực kinh nghiệm và sáng tạo của người chế biến. Về cơ bản ta cần các bước sau:
Mua thịt tươi (chú ý thịt không được đông lạnh, lợn vừa mổ xong, thịt còn nóng càng tốt), lọc hết gân. Sau đó ướp gia vị vào thịt. Thành phần ướp vào nhất thiết phải có bột năng (bột củ năng), bột nổi hay bột soda sau đó nêm nếm cho vừa miệng bằng các gia vị thông thường như muối, tiêu, nước mắm, đường và bột nêm tùy khẩu vị và trộn đều. Bỏ hỗn hợp vào xay nhuyễn nhiều lần, Về sau, khi có tủ lạnh người ta thường cho vào tủ lạnh đông đá vừa vừa cho hơi xốp rồi lấy xay tiếp, xay tới xay lui tới khi thịt có màu hồng nhạt và quyện thành một khối dẻo, dai, mịn là được. Tùy theo kinh nghiệm, người nội trợ có thể cho thêm: gừng, nấm hương, hành tím thái lát, bột khoai tây, mỡ heo tùy thích.